# Itagüí
Itagüí é uma cidade e município da Colômbia, no departamento de Antioquia. Faz parte da região metropolitana de Medellín. A distância do município para a capital do departamento, Medellín, é de 11 quilômteros.
É o município mais densamente povoado do país: 13.545 hab/km²